# Laura Ikauniece-Admidiņa
Laura Ikauniece-Admidiņa (født Ikauniece den 31. maj 1992 i Ventspils i Letland) er en lettisk syvkæmper.
Ikauniece-Adminida opnåede sit personligt bedste resultat ved at vinde bronzemedaljen i syvkamp for kvinder ved EM i atletik 2012 i Helsinki med 6.335 point. Ikauniece vandt sølv ved Ungdoms-VM i atletik 2009 i Brixen med 5.647 point, og ved Ungdoms-EM i atletik 2011 vandt hun en bronzemedalje.